# Videmonte
Videmonte ist eine Gemeinde (Freguesia) im portugiesischen Kreis Guarda. In ihr leben 388 Einwohner (Stand 19. April 2021).